# 266854 Sezenaksu
266854 Sezenaksu è un asteroide della fascia principale. Scoperto nel 2009, presenta un'orbita caratterizzata da un semiasse maggiore pari a 2,9785442 au e da un'eccentricità di 0,0764241, inclinata di 4,28994° rispetto all'eclittica.
L'asteroide è dedicato alla cantante turca Sezen Aksu.